# فيكتورمان
فيكتورمان (بالإنجليزية: Vectorman)‏ هي لعبة فيديو أكشن صدرت لعبة في 24 أكتوبر 1995 في أمريكا الشمالية وفي 30 نوفمبر 1995 في أوروبا. ، تطوير لعبة من قبل بلوسكاي سوفتوير ونشرتها سيجا لجهاز ميجا درايف. في عام 1996 تم إصدار تكملة الجزء الثاني فيكتورمان 2.

## حبكة لعبة
في عام 2049، يبدأ سكان الأرض من الأرض في رحلة هجرة لمحاولة استعمار الكواكب الأخرى. تركوا «أوربوتس» ميكانيكية لتنظيف الفوضى التي قاموا بها على الأرض من خلال القمامة والتلوث. أما النقطية، وهي المدار الرفيع المستوى الذي يشاهد الأرض من خلال شبكة حاسوبية بلويتويد، فهو يعلق بطريق الخطأ على صاروخ نووي يعمل بواسطة مدار أصغر ويصبح مجنونا، ليصبح دكتاتورا شريرا يدعى الرؤوس الحربية. يعلن نفسه حاكم الأرض، ويبدأ في الاستعداد لتنفيذ أي البشر الذين يجرؤ العودة إلى كوكبهم.
أدخل فيكتورمان، المدار المتواضع المسؤول عن تنظيف الحمأة السامة ببساطة عن طريق تفريغها إلى الشمس. كما انه على الأرض بعد رحلته الأخيرة، وقال انه يجد الفوضى والارتباك. لأن جميع أوربوتس الأخرى التي يسيطر عليها الرؤوس الحربية (فيكتورمان لم يتأثر لأنه كان بعيدا)، فيكتورمان يأخذ على عاتقه لتدمير المدار المخطئ واستعادة السلام إلى الأرض.

## طريقة لعبة
يستخدم فيكتورمان نماذج ثلاثية الأبعاد تم تقديمها مسبقا في تصاميمها في المستوى والحرف. وهذا يعطي اللعبة على نحو سلس، يشعر الكمبيوتر ولدت. وكان الاسم الأصلي للشرير، والرأس الحربي، النقطية (كما هو الحال في الرسومات النقطية، عكس الرسومات ناقلات). فيكتورمان كان يعتبر الجواب لنينتندو دونكي كونج البلد في ذلك الوقت، كما أنها تستخدم كل من الحيل الرسومية لإظهار الرسومات ما وراء ما كان يعتقد وحدة التحكم قادرة.
اللعبة نفسها هي منهاج العمل 2D واضحة. فيكتورمان هو «أوربوت» (روبوت يتكون جسمه بالكامل من الأجرام السماوية) مدعوم مع بندقية الكرة في يده. وتشمل بووروبس مدفع رشاش، «بولو» بندقية، ومدافع ثلاثية النار.
فيكتورمان تمتلك القدرة على تحويل، من خلال استخدام بووروبس، إلى عدة أشكال مختلفة: بما في ذلك الحفر، لقطع من خلال الطوابق. قنبلة، لتدمير جميع الأعداء المحيطة أو الجدران القابلة للكسر. وشكل مائي، مفيد للسباحة تحت الماء. بالإضافة إلى التحولات بويروب، ثلاثة مستويات استضافة أشكال مورف فريدة من نوعها والتي لمكافحة زعماء في. عموما، اللعبة تتكون من 16 المستويات.

## وصلات خارجية
- فيكتورمان على موبي غيمز.
- Game Profile at OverClocked ReMix